# Derek Sua
Derek Sua (ur. 29 grudnia 1987) – samoański judoka. Olimpijczyk z Rio de Janeiro 2016, gdzie zajął siedemnaste miejsce w wadze ciężkiej.
Uczestnik mistrzostw świata w 2013, 2015 i 2019. Startował w Pucharze Świata w latach 2011−2014 i 2019. Zdobył trzy medale na mistrzostwach Oceanii w latach 2015 − 2018 roku.

## Letnie Igrzyska Olimpijskie 2016
| Konkurencja | Eliminacje                | Klas. końcowa |
| Konkurencja | Przeciwnik I              | Miejsce       |
| ----------- | ------------------------- | ------------- |
| +100 kg     | Abdullo Tangriyev (UZB) P | 17.           |